# Я солдат, мамо
«Я солдат, мамо» — радянський художній фільм, знятий грецько-радянським режисером Маносом Захаріасом на кіностудії «Мосфільм» в 1966 році. Прем'єра фільму відбулася в лютому 1966 року.

## Сюжет
Про зіткнення характерів — досвідченого старшини роти і важкого, що не піддається дисципліні новобранця — в нових умовах мирного армії, де на першому місці необхідність оволодіння великим комплексом технічних знань. Старшині потрібно чимало зусиль, щоб солдат сам зрозумів необхідність військової служби.

## У ролях
- Сергій Шакуров —  новобранець Пеганов
- Валентин Зубков —  старшина
- Любов Соколова —  мама сержанта
- Петро Савін —  полковник
- Володимир Грамматиков — епізод
- Клавдія Хабарова —  мати
- Герман Качин — епізод
- Адольф Ільїн —  Анейчик
- Володимир Ферапонтов — епізод
- Зінаїда Воркуль — епізод
- Інна Федорова — епізод

## Знімальна група
- Режисер: Манос Захаріас
- Сценарист:  Леонід Різін
- Оператор:  Олександр Харитонов
- Композитор:  Джон Тер-Татевосян
- Художник: Абрам Фрейдін